# Big Sean
Sean Michael Leonard Anderson (Santa Mónica, Califórnia, 25 de Março de 1988), mais conhecido pelo seu nome artístico Big Sean, é um rapper americano. Sean assinou um contrato discográfico com a editora GOOD do também rapper Kanye West em 2007, e em 2008 assinou com a Def Jam. Depois de lançar algumas mixtapes, lançou seu primeiro álbum de estúdio Finally Famous em 2011.

## Biografia

### Inicio da vida e carreira
Sean nasceu em Santa Monica, Califórnia, mas se mudou para Detroit quando tinha apenas três meses de idade, onde foi criado por sua mãe e sua avó. Em seus últimos anos na escola, Sean ganhou um valioso relacionamento com a estação de rádio de Detroit WHTD, ele iria mostrar suas habilidades de rima em uma batalha de rap semanal, como parte de um concurso realizado pela estação. Em 2005, Kanye West estava dando uma entrevista na estação de rádio e Big Sean foi ao local apresentar-se para o rapper. Após a apresentação, Sean deixou com West uma fita demo. Dois anos depois, Sean assinou com a gravadora de West, a G.O.O.D. Music 

### 2007-2011: Finally Famous
Em 2007 Sean lançou seu primeiro mixtape Finally Famous, que teve o hit Get'cha Some que o lançou ao cenário musical. Em 2009 e 2010, Big Sean lançou mais dois volumes de seu mixtape até ter a chance de gravar seu primeiro álbum de estúdio, Finally Famous que foi lançado 28 de junho de 2011, e gerou três singles de sucesso: "My Last", "Marvin & Chardonnay" e "Dance (A$$)". O álbum contou com participações de Lupe Fiasco, John Legend, Pharrell Williams, Kanye West , Roscoe Dash, Wiz Khalifa, Chiddy eRick Ross.
O primeiro single My Last, que tem participação do cantor de R&B Chris Brown, e foi lançado em download digital mundialmente em 25 de março de 2011. Marvin & Chardonnay foi lançado como a segunda canção de trabalho em 12 de julho de 2011 e Dance (A$$), terceiro single, foi lançado em 20 de setembro, sendo que mais tarde, em 18 de outubro de 2011, um remix oficial com a rapper Nicki Minaj foi publicado.

### 2013: vida pessoal e relacionamentos
Big Sean em abril de 2013 confirmou namoro com a atriz Naya Rivera, interprete de Santana do seriado Glee , após a confirmação logo no fim de 2013/inicio de 2014, os dois confirmaram que estavam noivos. Mas logo em abril de 2014, Sean confirmou a separação do casal. Em agosto de 2014 o rapper iniciou um relacionamento com a cantora e atriz, Ariana Grande. Ela foi acusada de ser pivô do término do relacionamento com Naya. Em abril de 2015, Ariana e Sean terminaram. Há rumores de que o término foi causado pela música Stay Down, pois Ariana se sentiu ofendida com a letra da música. Desde 2016, tem um relacionamento com a cantora Jhené Aiko.

## Discografia

### Álbuns de estúdio
| Título                                                                                        | Detalhe do álbum                                                                                      | Posições em paradas músicais | Posições em paradas músicais | Posições em paradas músicais | Certificações    |
| Título                                                                                        | Detalhe do álbum                                                                                      | US                           | US R&B/HH                    | US Rap                       | Certificações    |
| --------------------------------------------------------------------------------------------- | --- | ---------------------------- | ---------------------------- | ---------------------------- | ---------------- |
| Finally Famous                                                                                | - Lançamento: 28 de junho de 2011 - Gravadora: GOOD, Def Jam - Formatos: CD, LP, digital download     | 3                            | 2                            | 1                            | - RIAA: Platinum |
| Hall of Fame                                                                                  | - Lançamento: 27 de agosto de 2013 - Gravadora: GOOD, Def Jam - Formatos: CD, LP, digital download    | 3                            | 1                            | 1                            | - RIAA: Gold     |
| Dark Sky Paradise                                                                             | - Lançamento: 24 de fevereiro de 2015 - Gravadora: GOOD, Def Jam - Formatos: CD, LP, digital download | 1                            | 1                            | 1                            | - RIAA: Platinum |
| I Decided                                                                                     | - Lançamento: 3 de fevereiro de 2017 - Gravadora: GOOD, Def Jam - Formatos: CD, LP, digital download  | 1                            | 1                            | 1                            | - RIAA: Platinum |
| Detroit 2                                                                                     | - Lançamento: 4 de setembro de 2020 - Gravadora: GOOD, Def Jam - Formatos: CD, LP, digital download   | 1                            | 1                            | 1                            |                  |
| "—" indica que a gravação não foi incluída nas paradas ou não foi distribuída naquela região. | |                              |                              |                              |                  |

## Singles

### Como artista principal
| Título                                                                                        | Ano  | Posições em paradas músicais | Posições em paradas músicais | Posições em paradas músicais | Certificações                                                    | Álbum             |
| Título                                                                                        | Ano  | US                           | US R&B/HH                    | US Rap                       | Certificações                                                    | Álbum             |
| --------------------------------------------------------------------------------------------- | ---- | ---------------------------- | ---------------------------- | ---------------------------- | ---------------------------------------------------------------- | ----------------- |
| "My Last" (featuring Chris Brown)                                                             | 2011 | 30                           | 4                            | 1                            | - RIAA: Gold                                                     | Finally Famous    |
| "Marvin & Chardonnay" (featuring Kanye West and Roscoe Dash)                                  | 2011 | 32                           | 1                            | 4                            | - RIAA: Platinum                                                 | Finally Famous    |
| "Dance (A$$)" (featuring Nicki Minaj)                                                         | 2011 | 10                           | 3                            | 2                            | - RIAA: 3× Platinum                                              | Finally Famous    |
| "Guap                                                                                         | 2012 | 71                           | 21                           | 17                           | - RIAA: Platinum                                                 | Hall of Fame      |
| "Switch Up" (featuring Common)                                                                | 2013 | —                            | 50                           | —                            |                                                                  | Hall of Fame      |
| "Beware" (featuring Lil Wayne and Jhené Aiko)                                                 | 2013 | 38                           | 10                           | 6                            | - RIAA: Gold                                                     | Hall of Fame      |
| "Fire"                                                                                        | 2013 | —                            | 46                           | —                            |                                                                  | Hall of Fame      |
| "I Don't Fuck with You" (featuring E-40)                                                      | 2014 | 11                           | 1                            | 1                            | - RIAA: 4× Platinum - ARIA: Gold - BPI: Silver - MC: 3× Platinum | Dark Sky Paradise |
| "Paradise"                                                                                    | 2014 | 99                           | 34                           | 23                           | - RIAA: Gold                                                     | Dark Sky Paradise |
| "Blessings" (featuring Drake and Kanye West)                                                  | 2015 | 28                           | 10                           | 5                            | - RIAA: 2× Platinum - MC: Platinum                               | Dark Sky Paradise |
| "One Man Can Change the World" (featuring Kanye West and John Legend)                         | 2015 | 82                           | 27                           | 21                           | - RIAA: Platinum                                                 | Dark Sky Paradise |
| "Play No Games" (featuring Chris Brown and Ty Dolla Sign)                                     | 2015 | 84                           | 28                           | 21                           | - RIAA: Gold                                                     | Dark Sky Paradise |
| "Bounce Back"                                                                                 | 2016 | 6                            | 3                            | 3                            | - RIAA: 3× Platinum - ARIA: Gold - BPI: Silver                   | I Decided         |
| "Moves"                                                                                       | 2017 | 38                           | 15                           | 9                            | - RIAA: Platinum                                                 | I Decided         |
| "Jump Out the Window"                                                                         | 2017 | 76                           | 29                           | —                            | - RIAA: Gold                                                     | I Decided         |
| "—" indica que a gravação não foi incluída nas paradas ou não foi distribuída naquela região. |      |                              |                              |                              |                                                                  |                   |

### Como artista convidado
| Título                                                                                        | Ano  | Posições em paradas músicais | Posições em paradas músicais | Posições em paradas músicais | Certificações                                                       | Álbum                       |
| Título                                                                                        | Ano  | US                           | US R&B/HH                    | US Rap                       | Certificações                                                       | Álbum                       |
| --------------------------------------------------------------------------------------------- | ---- | ---------------------------- | ---------------------------- | ---------------------------- | ------------------------------------------------------------------- | --------------------------- |
| "Lay It on Me" (Kelly Rowland featuring Big Sean)                                             | 2011 | —                            | 43                           | —                            |                                                                     | Here I Am                   |
| "Till I Die" (Chris Brown featuring Big Sean and Wiz Khalifa)                                 | 2012 | —                            | 12                           | 15                           |                                                                     | Fortune                     |
| "My Homies Still" (Lil Wayne featuring Big Sean)                                              | 2012 | 38                           | 20                           | 16                           | - RIAA: Platinum                                                    | I Am Not a Human Being II   |
| "As Long as You Love Me" (Justin Bieber featuring Big Sean)                                   | 2012 | 6                            | —                            | —                            | - RIAA: 2× Platinum - ARIA: Platinum - BPI: Silver - RMNZ: Platinum | Believe                     |
| "Burn" (Meek Mill featuring Big Sean)                                                         | 2012 | —                            | 86                           | —                            |                                                                     | Dreams and Nightmares       |
| "Show Out" (Juicy J featuring Big Sean and Young Jeezy)                                       | 2013 | 75                           | 23                           | 17                           |                                                                     | Stay Trippy                 |
| "All That (Lady)" (Game featuring Lil Wayne, Big Sean, Fabolous and Jeremih)                  | 2013 | —                            | 48                           | —                            |                                                                     | Jesus Piece                 |
| "Right There" (Ariana Grande featuring Big Sean)                                              | 2013 | 84                           | —                            | —                            | - RIAA: Gold                                                        | Yours Truly                 |
| "All Me" (Drake featuring 2 Chainz and Big Sean)                                              | 2013 | 20                           | 6                            | 4                            | - RIAA: Platinum                                                    | Nothing Was the Same        |
| "How Many Times" (DJ Khaled featuring Chris Brown, Lil Wayne and Big Sean)                    | 2015 | 68                           | 17                           | 13                           | - RIAA: Gold                                                        | I Changed a Lot             |
| "Back Up" (DeJ Loaf featuring Big Sean)                                                       | 2015 | 47                           | 16                           | 10                           | - RIAA: Platinum                                                    | ...And See That's the Thing |
| "Holy Key" (DJ Khaled featuring Big Sean, Kendrick Lamar and Betty Wright)                    | 2016 | 84                           | 29                           | 22                           |                                                                     | Major Key                   |
| "Feels" (Calvin Harris featuring Pharrell Williams, Katy Perry and Big Sean)                  | 2017 | 20                           | 10                           | —                            | - RIAA: Platinum - ARIA: 3× Platinum - BPI: Silver - RMNZ: Platinum | Funk Wav Bounces Vol. 1     |
| "—" indica que a gravação não foi incluída nas paradas ou não foi distribuída naquela região. |      |                              |                              |                              |                                                                     |                             |